# گورگالچس
گورگالچس (به لاتین: Gürgaletsch) یک کوه در سوئیس است که در کانتون گراوبوندن واقع شده‌است. گورگالچس ۲٬۴۴۱ متر بالاتر از سطح دریا واقع شده‌است.